# Бой-Желеньский, Тадеуш
Тадеуш Бой-Желеньский (прижизненное русское написание — Бой-Желенский, (пол. Tadeusz Kamil Marcjan Żeleński, Tadeusz Boy-Żeleński); 21 декабря 1874, Варшава — 4 июля 1941, Львов) — польский театральный критик, переводчик французской литературы, литературовед и писатель, по образованию врач.

## Биография
Сын композитора Владислава Желеньского. Присоединился к группе молодых краковских авторов и художников, вместе с ними создал в 1906 году в кафе «Яма Михалика» кабаре «Зелёный шарик» и стал автором сатирических текстов, изданных позже под названием «Словечки» (пол. Słówka; 1911). Во время Первой мировой войны работал железнодорожным врачом. С 1919 года писал театральные рецензии для краковской газеты «Час», затем для варшавской «Курьер Поранный». В 1922 году переселился из Кракова в Варшаву.

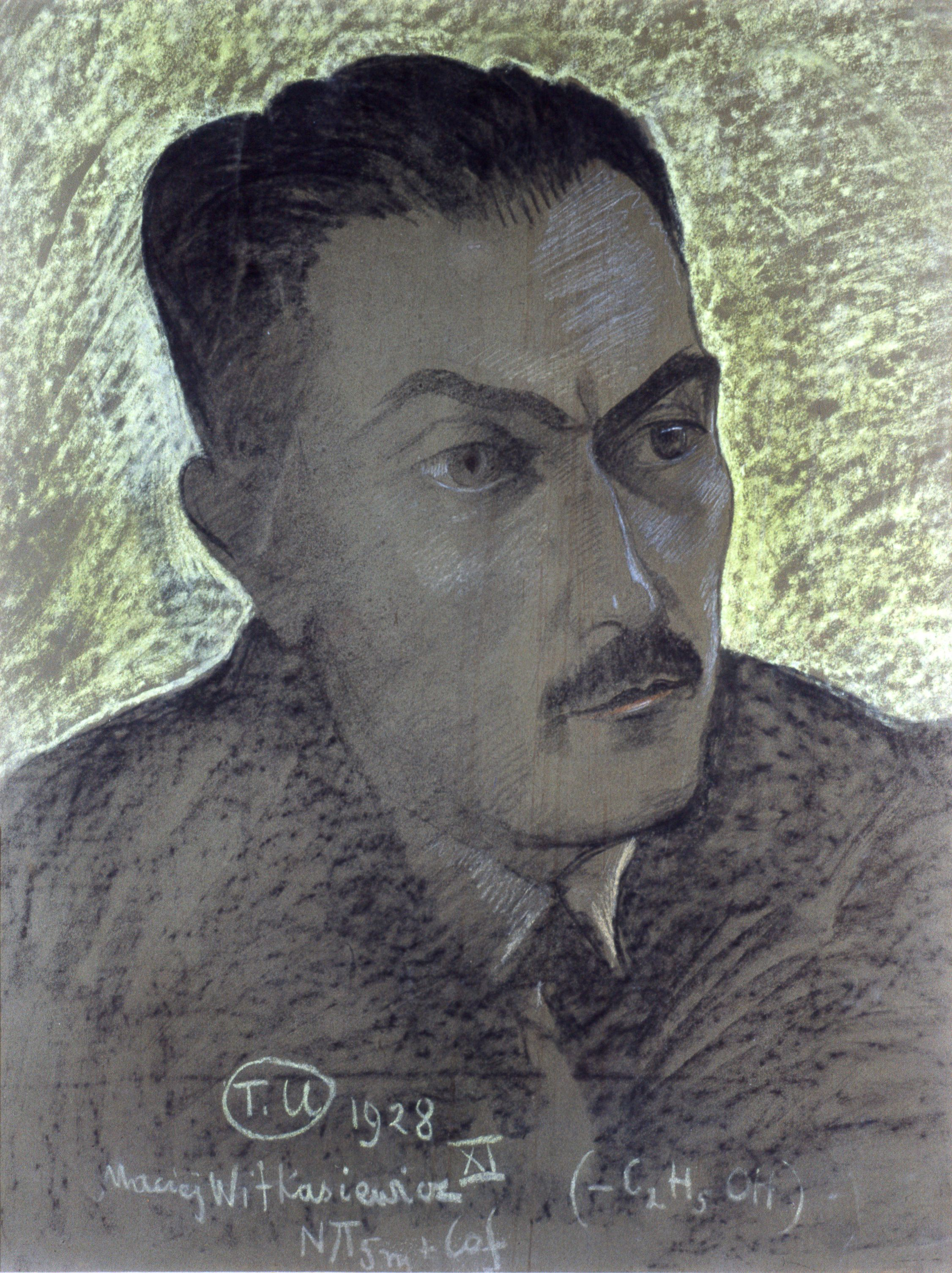
Станислав Виткевич Портрет Тадеуша Бой-Желеньского

Перевёл с французского языка на польский значительное количество произведений, в том числе пьесы Мольера, Расина, Мариво, сочинения Франсуа Вийона, Вольтера, Паскаля, Монтескьё, Шодерло де Лакло, Брантома, Дени Дидро, Монтеня, Жан-Жака Руссо, Оноре де Бальзака, Стендаля, Марселя Пруста. Создал «Библиотеку Боя» (около 100 томов), состоящую из созданных им переводов французских классиков.
В еженедельнике «Wiadomości Literackie» (Литературные Известия) занимался политикой. В фельетонах из циклов «Наши оккупанты», «Ад женщин» и «Консисторские девы» занимался чрезмерным влиянием католической церкви на жизнь польского общества. Член Польской Академии Литературы.
После начала второй мировой войны в сентябре 1939 года переехал из Варшавы во Львов. По представлению советских властей в октябре того же года был назначен руководителем кафедры истории французской литературы Львовского университета. Вошёл в состав редколлегии журнала «Nowe Widnokręgi», публиковал статьи в газете «Czerwony Sztandar». 19 ноября 1939 года подписал обращение польских писателей, приветствовавшее воссоединение Западной Украины и УССР. В январе 1940 года вместе с 15 другими авторами начал работу над трёхтомным учебником польской литературы.
Вскоре после захвата города гитлеровскими войсками, в ночь с 3 на 4 июля 1941 года, был арестован айнзацкомандой под руководством Карла Шёнгарта вместе с терапевтом проф. Яном Греком и его супругой во время акции по уничтожению польской интеллигенции Львова. Расстрелян в ту же ночь. Место погребения неизвестно.